# Waldkirchen/Erzgeb.
Waldkirchen/Erzgeb. ist seit dem 1. März 2009 ein Ortsteil der Gemeinde Grünhainichen im Erzgebirgskreis in Sachsen (Deutschland). Die Gemeinde Grünhainichen gehört ebenfalls wie vorher schon Waldkirchen dem Verwaltungsverband Wildenstein an, zu Waldkirchen gehört der Ortsteil Zschopenthal. Die Abkürzung „Erzgeb.“ steht für „Erzgebirge“.

## Geschichte
Waldkirchen/Erzgeb. wird erstmals im Lehnbuch Friedrichs III., des Strengen, Markgraf von Meißen und Landgraf von Thüringen, vom Winter 1349/1350 zusammen mit den Nachbarorten Börnichen/Erzgeb. (Burnichin) und Grünhainichen (Heinichin) als „Waltkirchen“ urkundlich erwähnt. Die eigentliche Gründung des Ortes erfolgte wahrscheinlich früher im Zuge der Besiedlung des Erzgebirges, über die Herkunft der ersten Siedler können nur Spekulationen angestellt werden. Wie an der Anlage von Ort und Feldflur noch heute zu erkennen ist, wurde Waldkirchen als typisches Waldhufendorf angelegt. Die Bauernhöfe liegen rechts und links des Dorfbaches, die ursprünglichen Hufen reichen nach Norden bis ins Staupenbachtal (Mörbitzgrund) und nach Süden bis zum Krumhermersdorfer Bach.
Waldkirchen entwickelte sich ausgehend von einer am Ortsausgang Richtung Grünhainichen gelegenen Kirche, von der sich auch der Name des Ortes ableitet, einem namenlosen Seitental der Zschopau entlang. Mit der Reformation 1539 wird Waldkirchen eigenständige Parochie. Der Ort war Amtsdorf des Amtes Augustusburg (vormals Schellenberg). An der Zschopau selbst entstand die Siedlung Zschopenthal (in Kirchenbüchern erstmals 1663 erwähnt), dort wurde 1687 ein Blaufarbenwerk errichtet. Dieses war bis 1848 in Betrieb und wurde dann in eine Weberei und Zwirnerei umgebaut. Am 1. Juni 1850 wurde die Gemeinde Zschopenthal und der Gutsbezirk Blaufarbenwerk Zschopenthal eingemeindet. 1865 wurde die überdachte Holzbrücke über die Zschopau durch eine Steinbrücke ersetzt. 1866 erfolgte mit der Eröffnung der Zschopautalbahn der Anschluss ans Bahnnetz. Die Freiwillige Feuerwehr wurde 1874 gegründet. Eine neue Kirche wurde 1901 errichtet und führt ab 1936 wieder den Namen „St. Georg“.
Am 27. November 1918 wurde Waldkirchen umbenannt in Waldkirchen-Zschopenthal. Ab Mitte der 1920er Jahre entwickelte sich der Ort zu einer Hochburg der NSDAP im Erzgebirge. Durch eine Siedlergemeinschaft erfolgte ab 1936 der Bau von zwölf Eigenheimen.
Der Ortsname Waldkirchen-Zschopenthal wurde am 1. Oktober 1939 auf Anordnung des Reichsstatthalters Martin Mutschmann in Waldkirchen/Erzgeb. geändert.
Bei einem Luftangriff, der ursprünglich Chemnitz gegolten hatte, wurden in der Nacht vom 14. zum 15. Februar 1945 25 Häuser total zerstört und weitere 42 schwer beschädigt. Sechs Menschen starben bei diesem Angriff.
Waldkirchen stand immer in enger Verbindung mit den Nachbardörfern Grünhainichen, Borstendorf und Börnichen. Ursprünglich war Waldkirchen Zentrum eines Kirchspiels, dem im Dreißigjährigen Krieg zeitweise auch Krumhermersdorf angehörte. Das Kirchspiel wurde erst Anfang des 20. Jahrhunderts aufgelöst, in dem die früheren Filialgemeinden eigenständig wurden. Heute betreut der Pfarrer von Waldkirchen auch die Börnichener und Grünhainichener Kirchgemeinde. Seit den 1990er Jahren sind die genannten Orte im Verwaltungsverband Wildenstein (nach einer Anhöhe zwischen Börnichen, Waldkirchen und Grünhainichen) zusammengefasst.

### Zusammenschluss mit Grünhainichen
Am 1. März 2009 haben sich die bis dahin selbstständigen Gemeinden Grünhainichen und Waldkirchen zur neuen Gemeinde Grünhainichen zusammengeschlossen.

### Einwohnerentwicklung
Folgende Einwohnerzahlen beziehen sich auf den 31. Dezember des voranstehenden Jahres mit Gebietsstand Januar 2007:
| 1982 bis 1988 - 1982 – 1373 - 1983 – 1360 - 1984 – 1335 - 1985 – 1305 - 1986 – 1286 - 1987 – 1266 - 1988 – 1204 | 1989 bis 1995 - 1989 – 1207 - 1990 – 1191 - 1991 – 1170 - 1992 – 1171 - 1993 – 1154 - 1994 – 1161 - 1995 – 1197 | 1996 bis 2002 - 1996 – 1183 - 1997 – 1201 - 1998 – 1203 - 1999 – 1221 - 2000 – 1220 - 2001 – 1214 - 2002 – 1214 | 2003 bis 2007 - 2003 – 1213 - 2004 – 1201 - 2005 – 1200 - 2006 – 1185 - 2007 – 1173 |
 Quelle: Statistisches Landesamt des Freistaates Sachsen

## Wappen
Das Wappen der ehemaligen Gemeinde zeigt die namensgebende Kirche „im Wald“. Im unteren Teil des Wappens wird mit den Werkzeugen der Blaufarbenwerker auf blauem Hintergrund auf die Tradition des Blaufarbenwerkes Bezug genommen.

## Infrastruktur

### Verkehr

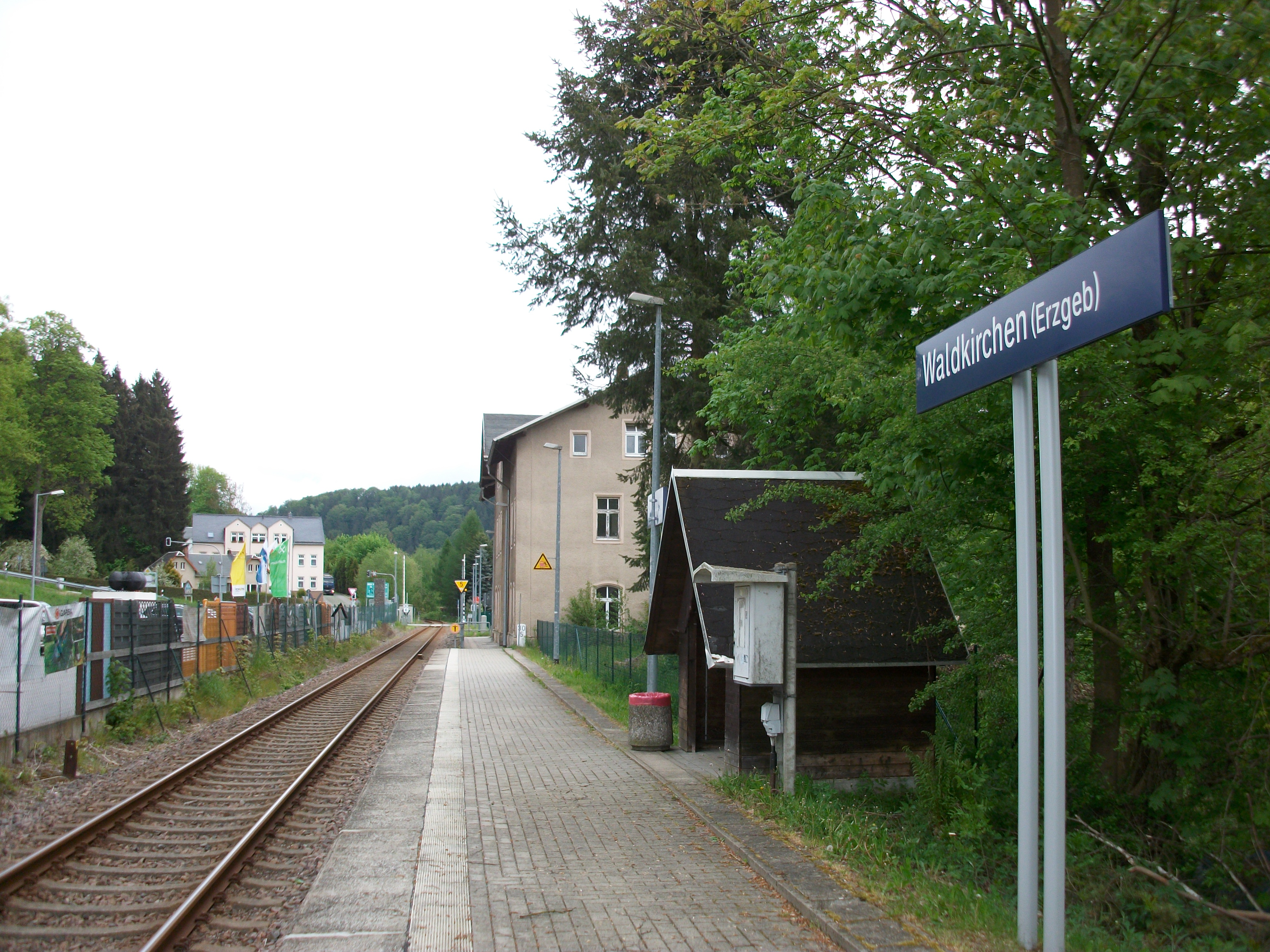
Bahnhof Waldkirchen (Erzgeb) (2016)

Waldkirchen hat einen Bahnhof an der Bahnstrecke Annaberg-Buchholz unt Bf–Flöha (Zschopautalbahn), der von der DB-Tochter Erzgebirgsbahn bedient wird. Die Bundesstraße 174 ist über einen Zubringer in Gornau erreichbar.

### Wirtschaft und Industrie
Während im Ort anfangs die Landwirtschaft als Haupterwerbszweig dominierte, kam seit dem 17. Jahrhundert die Herstellung hölzerner Spielwaren und Gebrauchsgegenstände auf, die besonders im Auftrag Grünhainichner Verlagshäuser erfolgte.
In Zschopenthal kann noch heute neben der Mühle das ehemalige Blaufarbenwerk Zschopenthal besichtigt werden.

## Sehenswürdigkeiten
Die ursprüngliche Kirche, von der sich der Ortsname ableitet, dient heute nur noch als Begräbniskapelle, von deren ursprünglich reicher mittelalterlicher Ausstattung nur Reste vorhanden sind. Die heute das Ortsbild bestimmende evangelische Kirche im Mitteldorf oberhalb des Ortsteils Stein wurde erst 1900/1901 von einem Chemnitzer Baumeister im Stil der Neurenaissance erbaut. Unterhalb der Kirche steht die 1905 erbaute Schule, die nach diversen Umbauten nach dem Zweiten Weltkrieg heute eine Grundschule beherbergt.
Dicht an der Flurgrenze zu Börnichen befindet sich das Wichernhaus (im Waldkirchner Sprachgebrauch auch kurz „Der Stift“ genannt) der Inneren Mission. Seine Gründung erfolgte 1852 und geht zurück auf Justizamtmann Friedrich August Förster in Augustusburg, der mit Johann Hinrich Wichern in Hamburg im Briefwechsel stand. Aus finanziellen Gründen musste das Haus 1865 geschlossen werden, erst 1881 erfolgte die Neueröffnung unter Leitung der Inneren Mission. Heute befindet sich in den Gebäuden ein Wohnheim und eine Werkstatt für geistig behinderte Menschen, die von der Diakonie, Stadtmission Chemnitz e. V. geleitet werden.
Auf Ullmanns Kuppe an der Straße Richtung Augustusburg befindet sich die Station 90 der Königlich-Sächsischen Triangulation.

## Persönlichkeiten
- Adolf Drechsler (1815–1888), Astronom, Meteorologe und Philosoph
- Walter Schmidt (1903–1962), NSDAP-Funktionär, Oberbürgermeister der Stadt Chemnitz
- Günther Trommer (1918–1990), Politiker (SPD), nordrhein-westfälischer Landtagsabgeordneter
- Gerd Laßner (1940–2005), Mathematiker
- Frank Schubert (* 1949), Endurosportler
- Rolf Hübler (1956–2013), Endurosportler

## Bilder

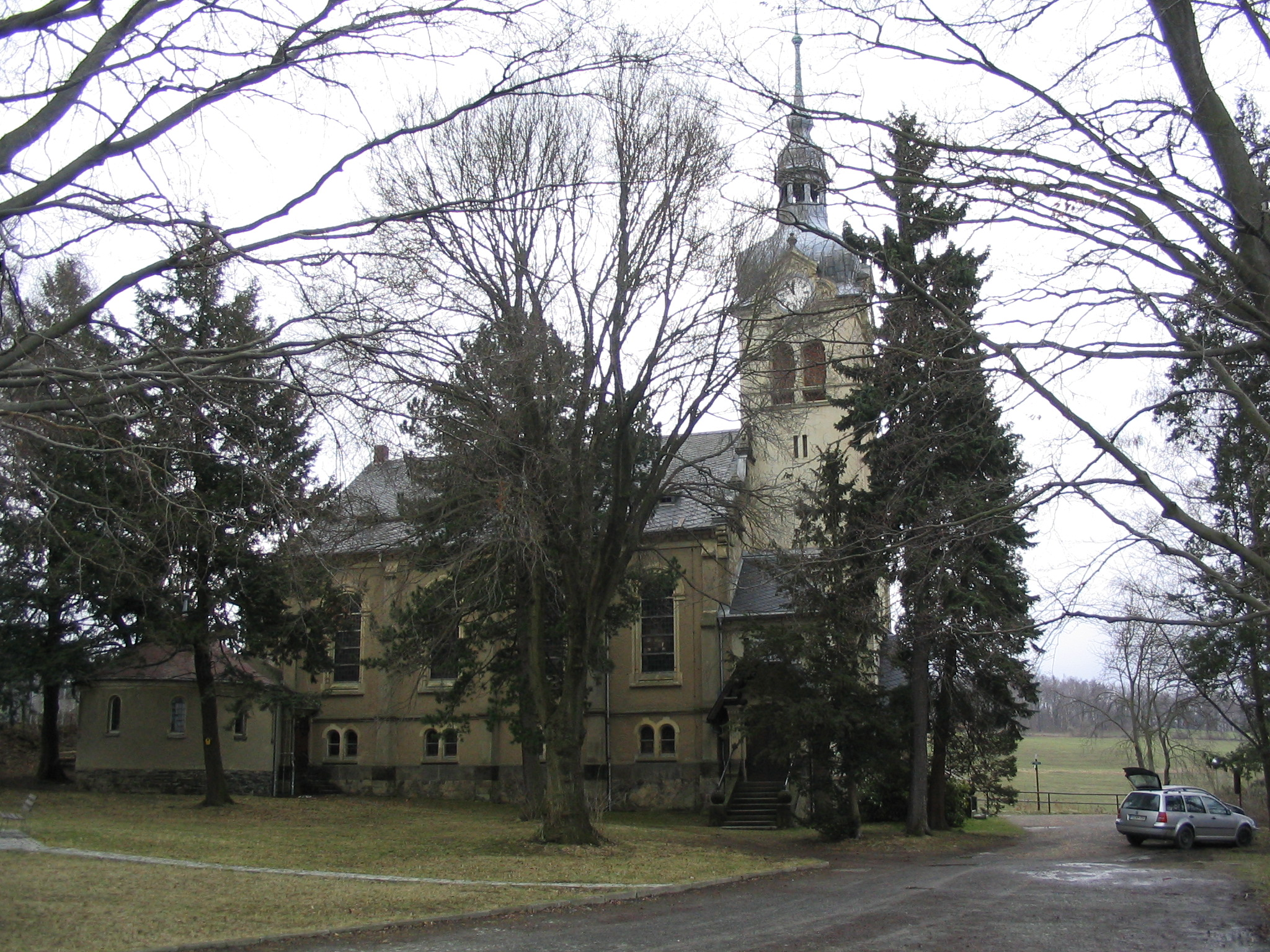
Kirche St. Georg
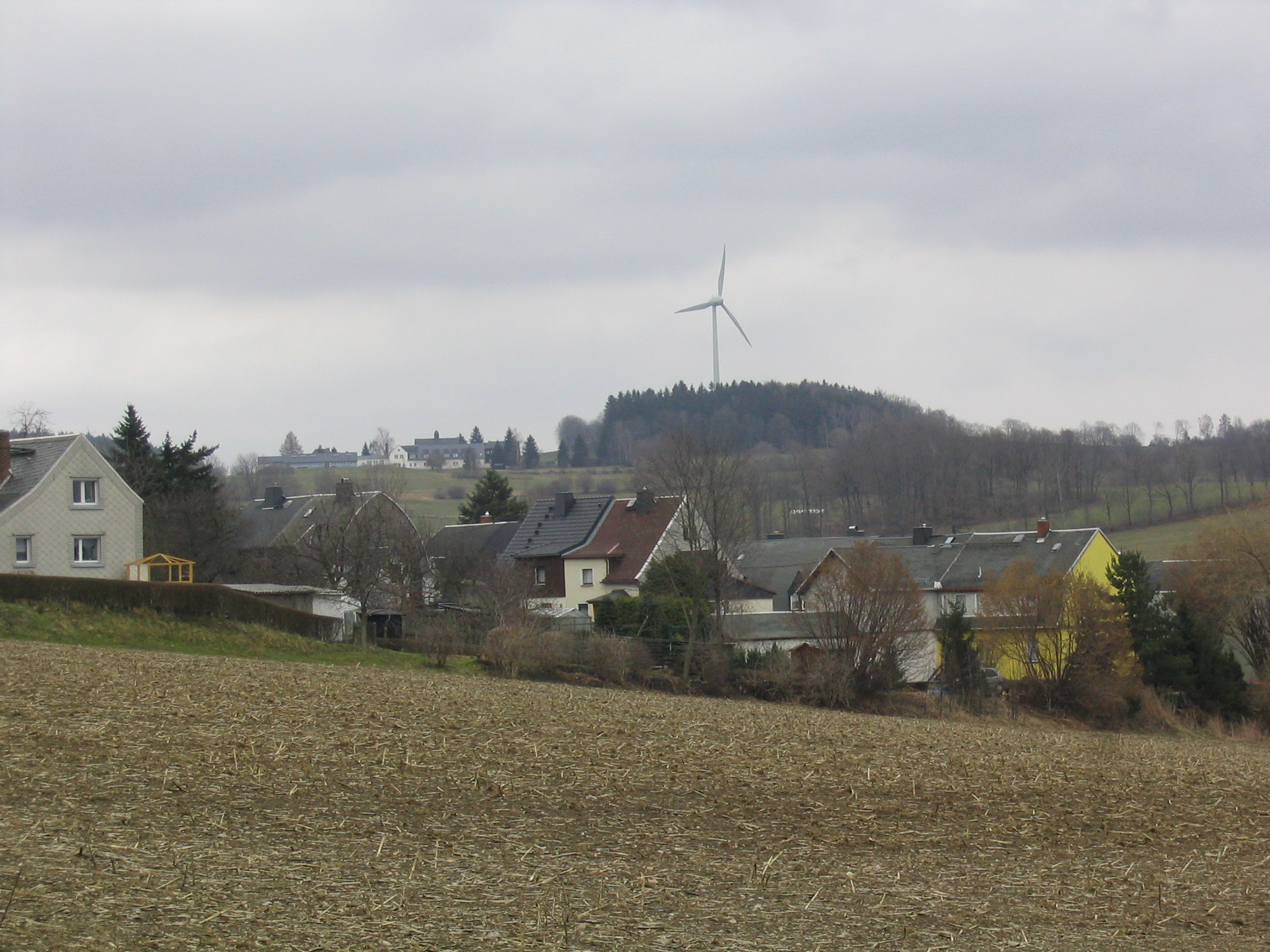
Blick vom Mitteldorf zum Wichernhaus
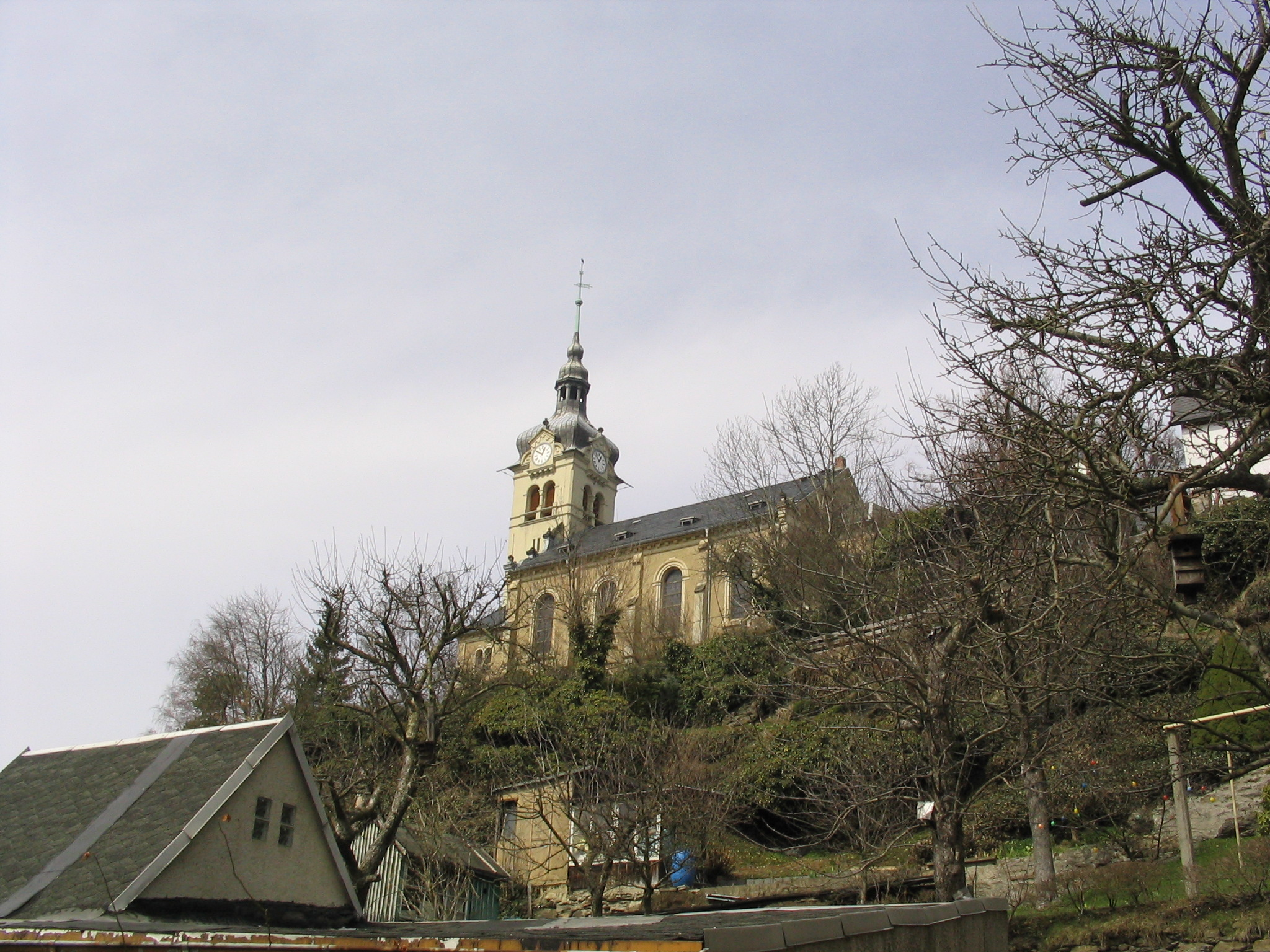
Blick zur Kirche vom Ortsteil Stein
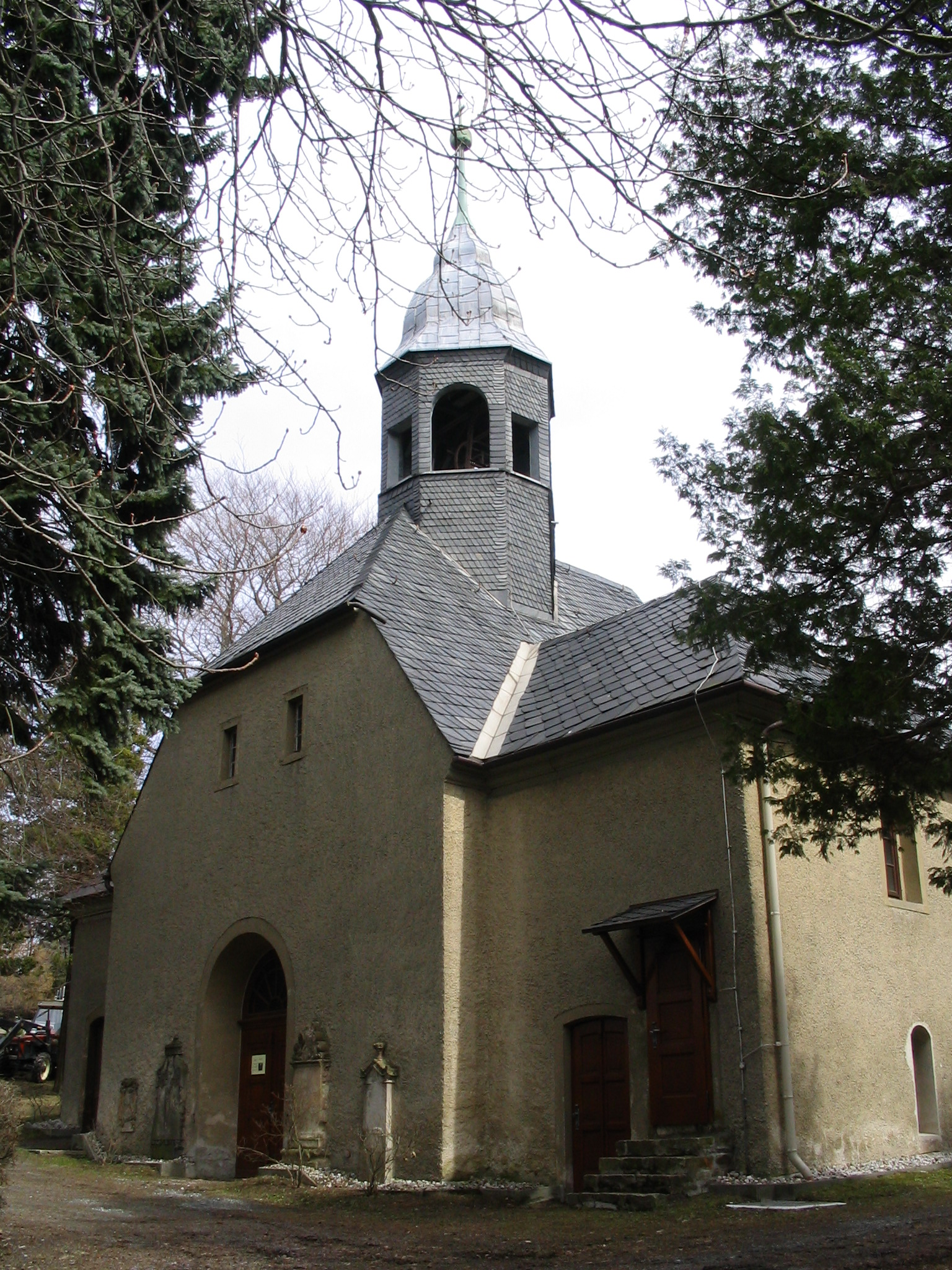
Alte Kirche, heutige Friedhofskapelle
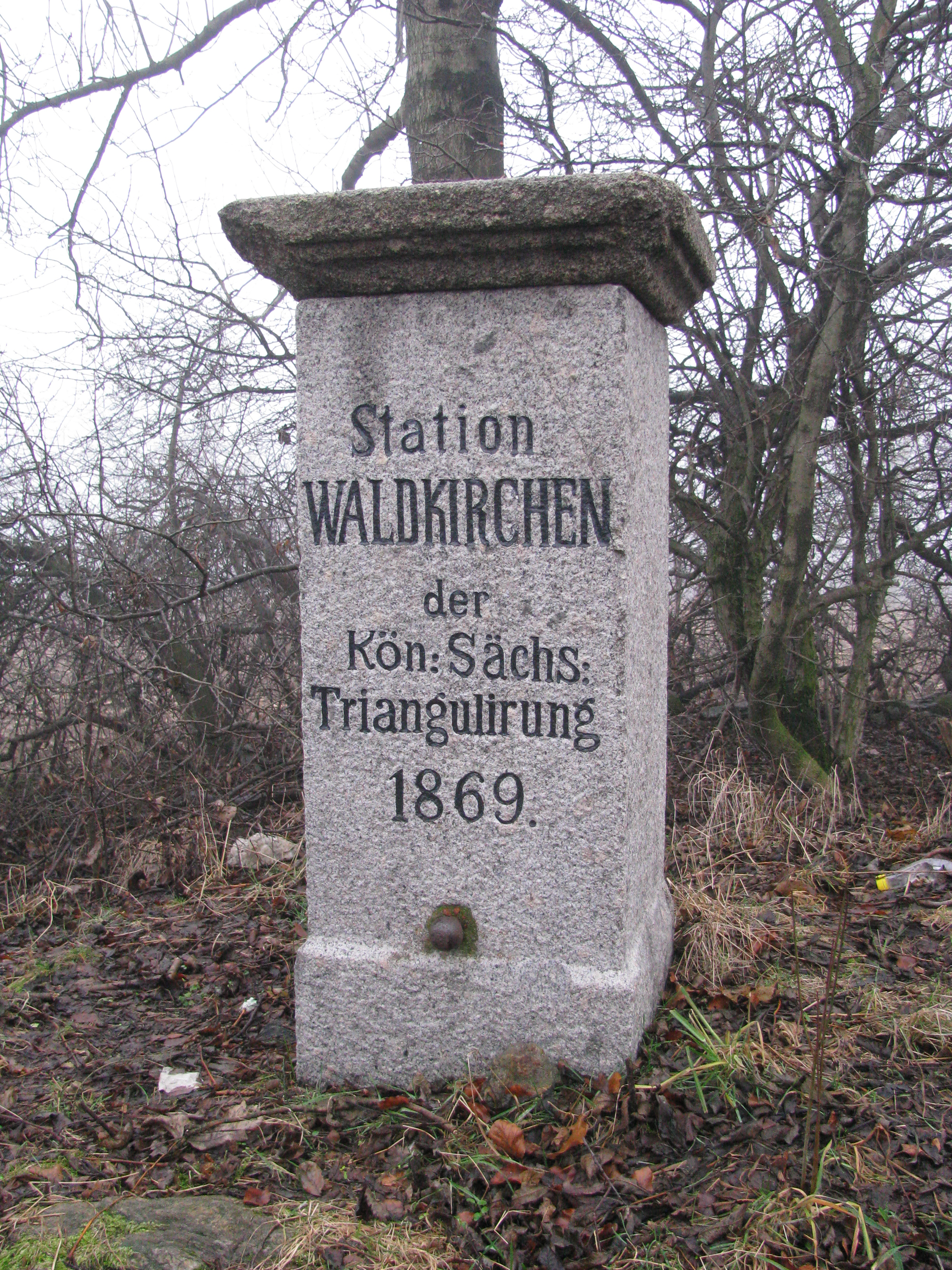
Triangulationsstation